# Estação de trabalho

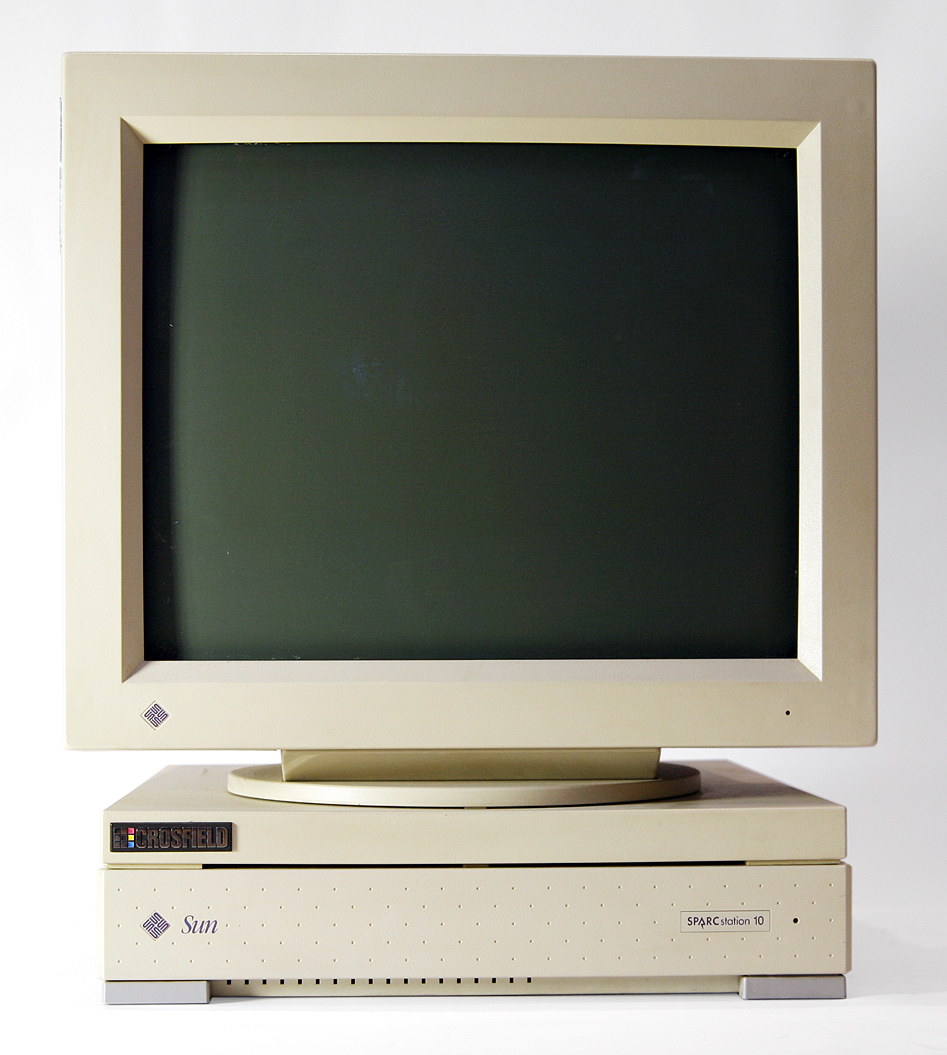
Um SparcStation 10 com um monitor CRT do início dos anos 90

Estação de trabalho (do inglês Workstation) era o nome genérico dado a computadores situados, em termos de potência de cálculo, entre o computador pessoal e o computador de grande porte, ou mainframe. Algumas destas máquinas eram vocacionadas para aplicações com requisitos gráficos acima da média, podendo então ser referidas como Estação gráfica ou Estação gráfica de trabalho (Graphical workstation).

## História
No início da década de 1980, os pioneiros nesta área foram Apollo Computer e Sun Microsystems, que criaram estações de trabalho rodando UNIX em plataformas baseadas no microprocessador 68000 da Motorola. Hoje, devido ao poder de processamento muito maior dos PCs comuns, o termo às vezes é usado como sinônimo de computador pessoal. 

## Lista de estações de trabalho e fabricantes
Note que muitos estão extintos.
- 3Station
- Apollo Computer
- Atari Transputer Workstation
- Datamax UV-1
- Dell
- Hewlett Packard
- Intergraph
- Lilith
- Razor Computadores
- NeXT
- Silicon Graphics
- Sun Microsystems
- Unisys ICON
- Xerox Star
- Lenovo
- NVIDIA
- IBM
- BOXX
- ALFX - Estações Gráficas Profissionais
- Apple
- Fujitsu